# Франклин (округ, Иллинойс)
Фра́нклин (англ. Franklin County) — округ в штате Иллинойс, США. По данным переписи 2010 года численность населения округа составила 39 561 чел., по сравнению с переписью 2000 года оно увеличилось на 1,4 %. Окружной центр округа Франклин — Бентон.

## История
Округ Франклин сформирован из округов Галлатин и Уайт 2 января 1818 года. Название получил в честь Бенджамина Франклина.
- Территория округа с момента основания по 1839 год
- Территория округа с 1839 года и по сей день

## География
Общая площадь округа — 1117,4 км² (431,44 миль²), из которых 1059,0 км² (408,89 миль²), или 94,77 % — суши, и 58,4 км² (22,56 миль²), или 5,23 % водной поверхности.

### Климат
Округ находится в зоне влажного субтропического климата. Температура варьируется в среднем от минимальных −6 °C в январе до максимальных 32 °C в июле. Рекордно низкая температура была зафиксирована в январе 1977 года и составила −30 °C, а рекордно высокая температура была зарегистрирована в августе 2007 года и составила 40 °C. Среднемесячное количество осадков — от 73 мм в феврале до 117 мм в мае.

### Соседние округа
Округ Франклин граничит с округами:
- Джефферсон — на севере
- Гамильтон — на востоке
- Салин — на юго-востоке
- Уильямсон — на юге
- Джэксон — на юго-западе
- Перри — на западе

### Основные автомагистрали
| Автомагистраль                 | Длина     | Начальный пункт | Конечный пункт       | Год образования |
| ------------------------------ | --------- | --------------- | -------------------- | --------------- |
| Межштатная автомагистраль I-57 | 621,40 км | Майнер, Миссури | Чикаго, Иллинойс     |                 |
| Трасса Illinois-14             | 122,7 км  | Ду-Койн         | Нью-Хармони, Индиана | 1918            |
| Трасса Illinois-34             | 99,36 км  | Розиклер        | Бентон               | 1918            |
| Трасса Illinois-37             | 249,56 км | Кейро           | Уотсон               | 1918            |
| Трасса Illinois-148            | 88,27 км  | Пулис-Милл      | Маунт-Вернон         | 1926            |
| Трасса Illinois-149            | 73,9 км   | Горам           | Томпсонвилл          | 1926            |
| Трасса Illinois-154            | 102,4 км  | Ред-Бад         | Уайттингтон          | 1926            |
| Трасса Illinois-184            | 9,45 км   | Роялтон         | Малкитаун            | 1924            |

## Населённые пункты
| Населённый пункт | Статус                | Год основания | Площадь  | Население (2010) |
| ---------------- | --------------------- | ------------- | -------- | ---------------- |
| Бакнер           | деревня               |               | 2,3 км²  | 462 чел.         |
| Бентон           | город, окружной центр | 1841          | 14,7 км² | 7087 чел.        |
| Вальер           | деревня               |               | 2,9 км²  | 669 чел.         |
| Зейглер          | город                 |               | 3,5 км²  | 1801 чел.        |
| Кристофер        | город                 |               | 4,1 км²  | 2382 чел.        |
| Македония        | деревня               |               | 0,7 км²  | 63 чел.          |
| Норт-Сити        | деревня               |               | 5,8 км²  | 608 чел.         |
| Ориент           | город                 |               | 1,9 км²  | 358 чел.         |
| Роялтон          | деревня               | 1907          | 2,9 км²  | 1151 чел.        |
| Сессер           | город                 |               | 2,6 км²  | 1931 чел.        |
| Томпсонвилл      | деревня               |               | 5,3 км²  | 543 чел.         |
| Уэст-Сити        | деревня               |               | 4,2 км²  | 661 чел.         |
| Уэст-Франкфорт   | город                 | 1810          | 13,0 км² | 8182 чел.        |
| Фримен-Спер      | деревня               |               | 1,0 км²  | 287 чел.         |
| Ханафорд         | деревня               |               | 2,6 км²  | 327 чел.         |
| Юинг             | деревня               |               | 2,6 км²  | 307 чел.         |

## Демография
По данным переписи населения 2000 года, численность населения в округе составила 39 018 человек, насчитывалось 16 408 домовладений и 10 976 семей. Средняя плотность населения составляла 37 чел./км².
Распределение населения по расовому признаку:
- белые — 98,63 %
  - немецкого происхождения — 16,2 %
  - английского происхождения — 14,9 %
  - ирландского происхождения — 11,4 %
  - итальянского происхождения — 6,6 %
- афроамериканцы — 0,15 %
- коренные американцы — 0,22 %
- азиаты — 0,18 %
- латиноамериканцы — 0,64 % и др.

Из 16 487 домовладений в 28,2 % были дети в возрасте до 18 лет, проживающие вместе с родителями, в 53,0 % — супружеские пары, живущие вместе, в 10,10 % — матери-одиночки, а 33,1 % не имели семьи. 29,8 % всех домовладений состояли из отдельных лиц и в 15,8 % из них проживали одинокие люди в возрасте 65 лет и старше. Средний размер домовладения — 2,34 человек, а средний размер семьи — 2,89.
Распределение населения по возрасту:
- до 18 лет — 23,0 %
- от 18 до 24 лет — 7,9 %
- от 25 до 44 лет — 26,2 %
- от 45 до 64 лет — 24,3 %
- от 65 лет — 18,7 %

Средний возраст составил 40 лет. На каждые 100 женщин приходилось 91,9 мужчин. На каждые 100 женщин возрастом 18 лет и старше приходились 89,0 мужчин.
Средний доход на домовладение — $ 28 411, на семью — $ 36 294. Средний доход мужчин — $ 31 429, женщин — $ 19 664. Доход на душу населения в округе — $ 15 407. Около 12,6 % семей и 16,2 % населения находились ниже черты бедности, из них 24,1 % лица моложе 18 лет и 9,6 % в возрасте 65 лет и старше.

## Известные уроженцы
- Нобль Сривитт (англ. Noble Threewitt) (1911-2010), выдающийся американский тренер верховых лошадей для участия в скачках.[23][24]